# Pfarrkirche Furth an der Triesting

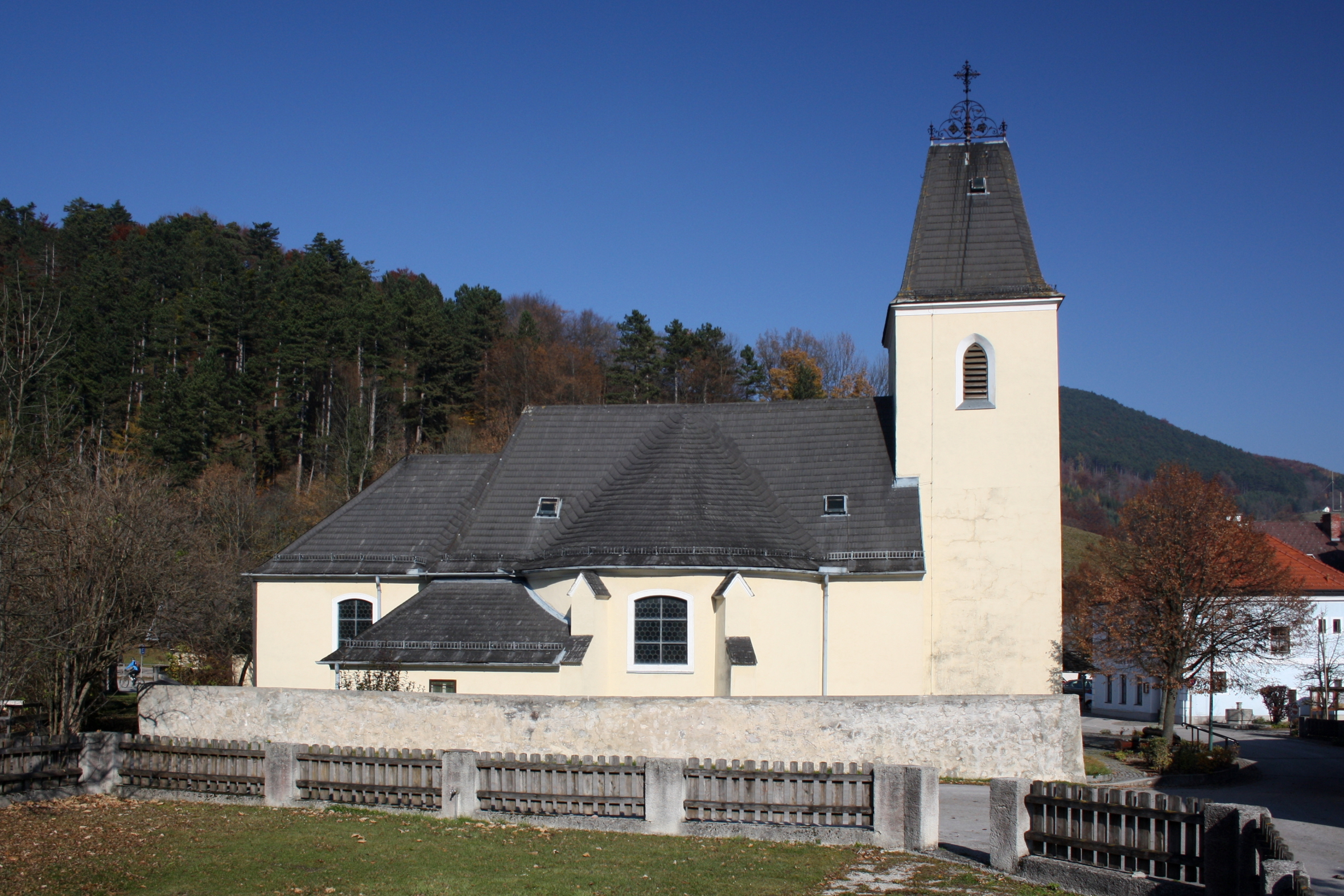
Katholische Pfarrkirche hl. Maria Magdalena in Furth an der Triesting

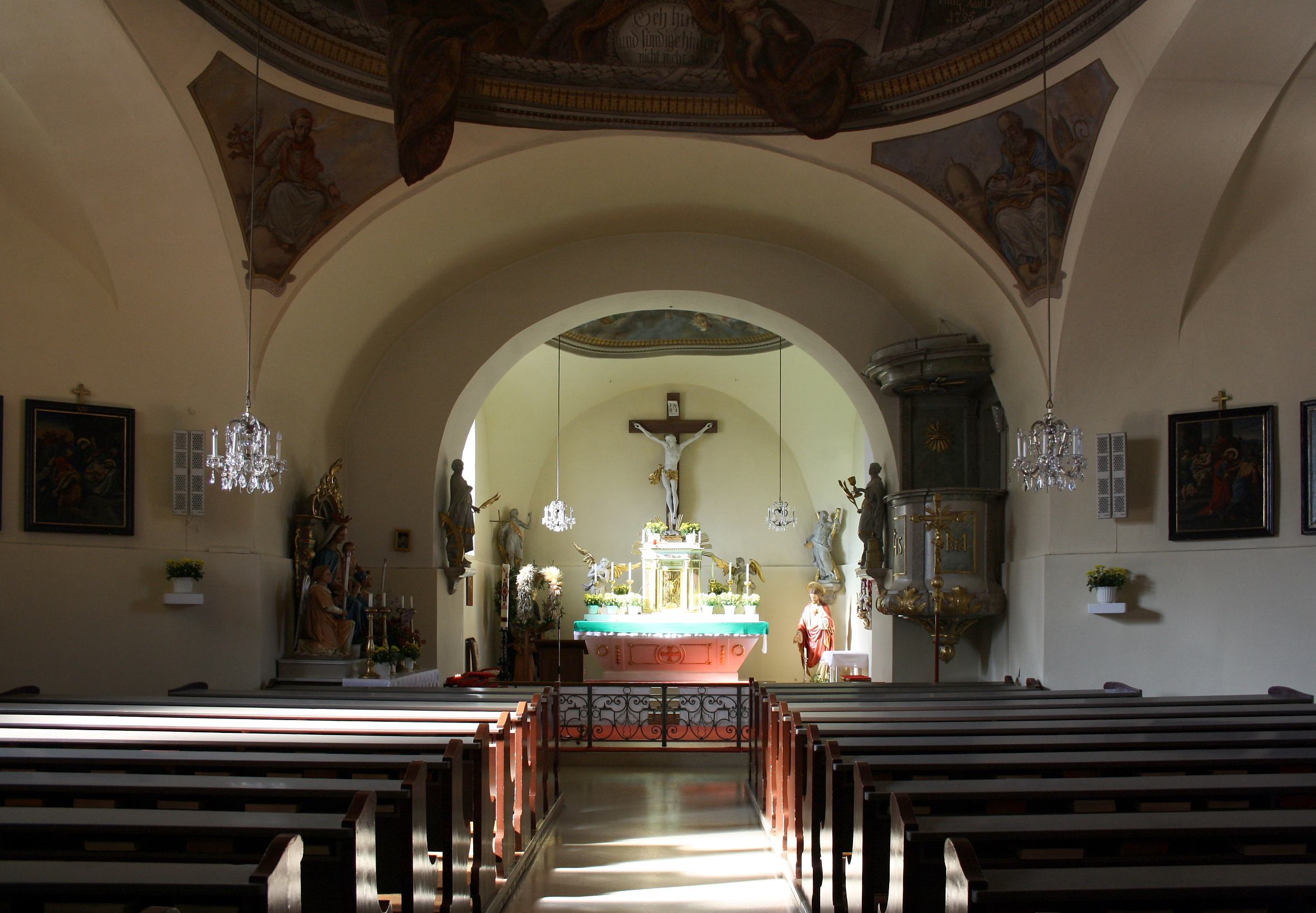
Zentralraum, Blick zum Chor

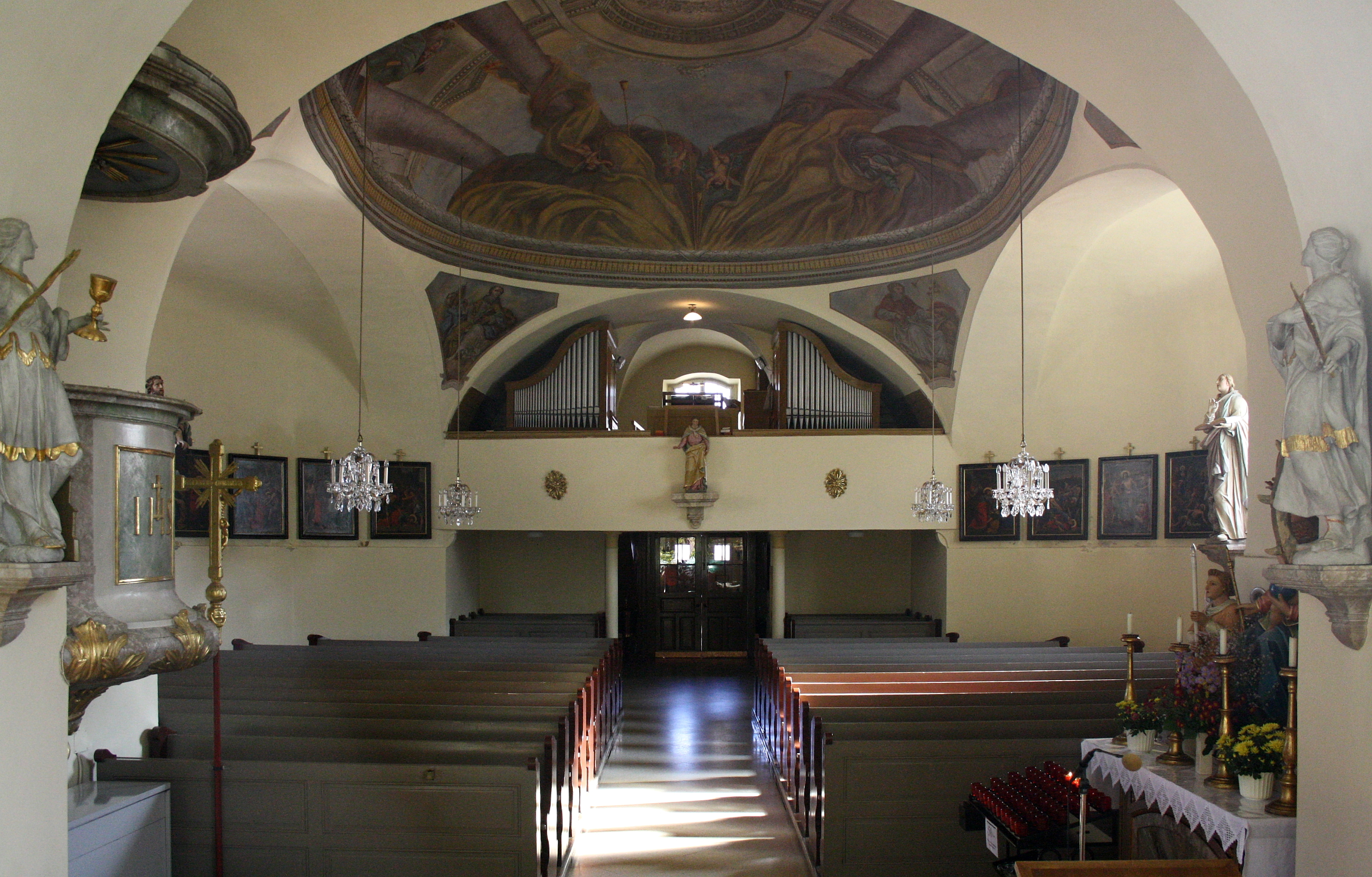
Zentralraum, Blick zur Orgelempore

Die Pfarrkirche Furth an der Triesting steht in der Ortsmitte der Gemeinde Furth an der Triesting im Bezirk Baden in Niederösterreich. Die dem Patrozinium hl. Maria Magdalena unterstellte römisch-katholische Pfarrkirche gehört zum Dekanat Pottenstein im Vikariat unter dem Wienerwald der Erzdiözese Wien. Die Kirche steht unter Denkmalschutz (Listeneintrag).

## Geschichte
Anfänglich eine Filiale der Pfarre Pottenstein wurde die Kirche 1683 im Türkenkrieg zerstört und danach von dem Minoriten aus Pottenstein wieder aufgebaut. Die Kirche wurde 1782 zur Pfarrkirche erhoben.

## Architektur
Der niedere barocke Zentralbau aus dem vierten Viertel des 18. Jahrhunderts ist von der ehemaligen Friedhofsmauer umgeben.
Der Kirchenäußere zeigt ein rechteckiges Langhaus, welches einen querovalen Kuppelraum durchdringt mit einem Walm- und Kegeldach, der Kuppelraum hat seitlich an den gerundeten Außenwänden abgetreppte Strebepfeiler, der niedriger Chor hat einen geraden Schluss. Der massive Ostturm aus dem 15./16. Jahrhundert hat spitzbogige Schallfenster und trägt ein steiles Walmdach, nördlich davon gibt es ein angebautes Treppenhaus. Beidseits des Chores gibt es mit Anbauten eine Sakristei und eine Paramentenkammer.
Das Kircheninnere zeigt einen Zentralraum von etwas gedrückter Wirkung, im Anschluss an das schmale niedrigere Emporenjoch öffnet sich das Mitteljoch über Pendentifs mit Hängekuppel, seitlich mit korbbogenförmigen von Halbkuppeln überwölbten durch Scheidbögen wenig abgetrennten Konchen. Auf das schmale tonnengewölbte Vorchorjoch folgt der etwas eingezogene quadratisch Chor mit einer gedrückten Hängekuppel.

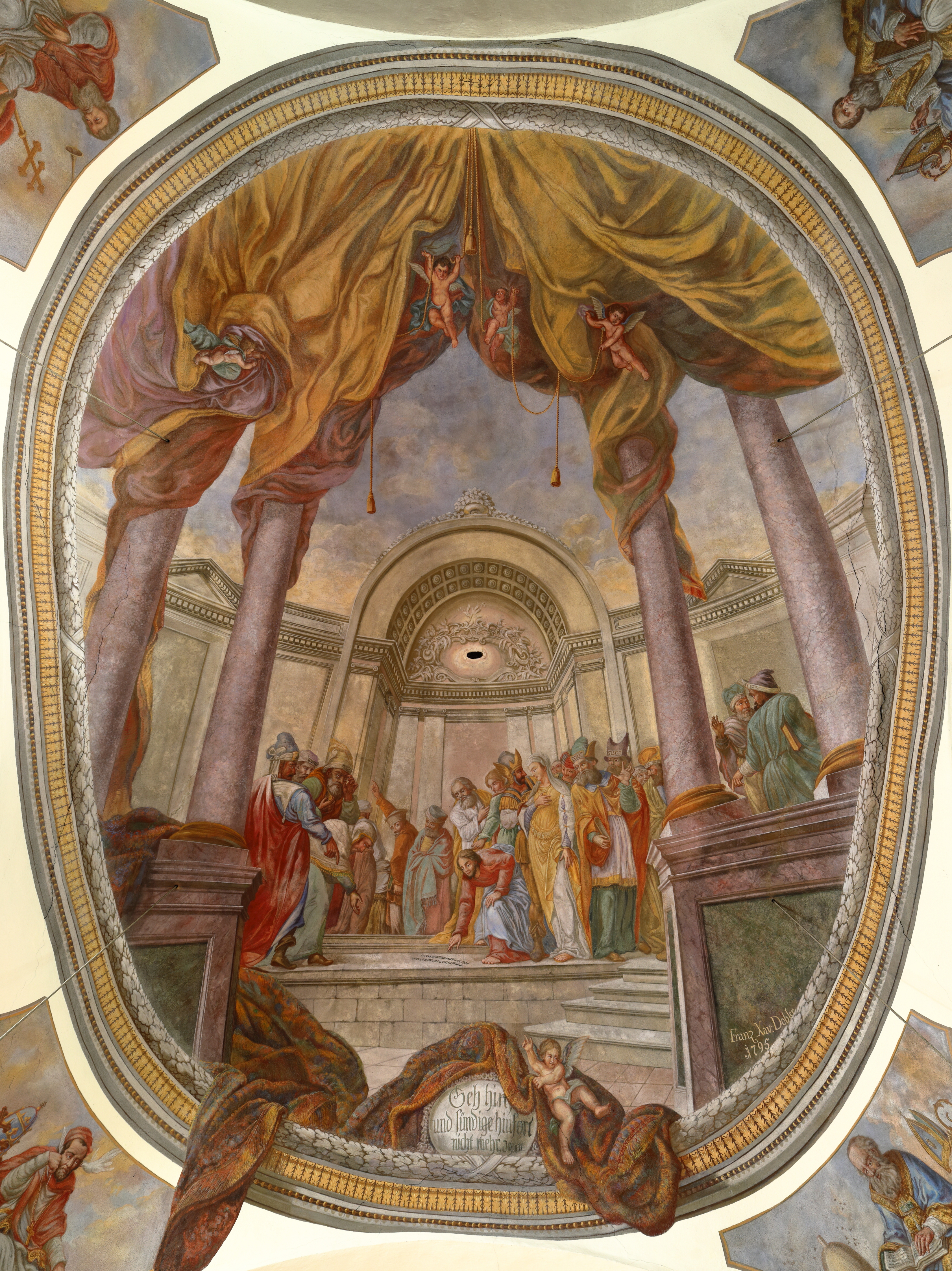
Deckengemälde von F.X. Dobler (1795)

Die Deckengemälde malte Franz Xaver Dobler 1795, sie zeigen an den Pendentifs die vier römischen Kirchenlehrer, in der Kuppel Christus und die Ehebrecherin in einer großen frühklassizistisch inspirierten Scheinarchitektur mit reich trapierten Säulen, im Chor Auge Gottes in einer Engelsglorie.

## Ausstattung
Der Hochaltar aus dem zweiten Viertel des 19. Jahrhunderts als pfeilerflankierte Säulenädikula mit adorierenden Engeln hat einen klassizistischen Tabernakel und an der Wand hängend ein Kruzifix aus der zweiten Hälfte des 18. Jahrhunderts.
In den Konchen des Zentralraumes stehen Statuen der Vier Evangelisten aus der zweiten Hälfte des 18. Jahrhunderts. Die Kreuzwegbilder in der Art von Josef Führich entstanden in der zweiten Hälfte des 19. Jahrhunderts. Die Orgel aus 1946 stammt von Johann M. Kauffmann.
Eine Glocke nennt Josef Schweiger 1834.